# Volby do Evropského parlamentu ve Finsku 2024
Volby do Evropského parlamentu 2024 se ve Finsku uskutečily v neděli 9. června v rámci celoevropských voleb do Evropského parlamentu. Nově zvolený Evropský parlament má ve svém 10. volebním období (2026–2029) celkem 720 mandátů, Finsko v něm má nově 15 zástupců, což je o jednoho poslance více než v předchozím parlamentním cyklu.

## Předchozí volby
| Frakce EP                  | Frakce EP                                          | Mandáty | Strany                | Strany                              | Mandáty       | Poslanci                                         |
| -------------------------- | -------------------------------------------------- | ------- | --------------------- | ----------------------------------- | ------------- | ------------------------------------------------ |
|                            | Evropská lidová strana (EPP)                       | 3/14    |                       | Národní koalice                     | 3             | Sirpa Pietikäinen Petri Sarvamaa Henna Virkkunen |
|                            | Obnova Evropy (RE)                                 | 3/14    |                       | Finský střed                        | 2             | Elsi Katainen Mauri Pekkarinen                   |
|                            | Obnova Evropy (RE)                                 | 3/14    | Švédská lidová strana | 1                                   | Nils Torvalds |                                                  |
|                            | Zelení / Evropská svobodná aliance (Greens/EFA)    | 3/14    |                       | Zelený svaz                         | 3             | Alviina Alametsä Heidi Hautala Ville Niinistö    |
|                            | Pokrokové spojenectví socialistů a demokratů (S&D) | 2/14    |                       | Finská sociálně demokratická strana | 2             | Eero Heinäluoma Miapetra Kumpula-Natri           |
|                            | Evropští konzervativci a reformisté (ECR)          | 2/14    |                       | Praví Finové                        | 2             | Teuvo Hakkarainen Pirkko Ruohonen-Lerner         |
|                            | Levice v Evropském parlamentu – GUE/NGL            | 1/14    |                       | Svaz levice                         | 1             | Silvia Modig                                     |
| Celkem                     | Celkem                                             | Celkem  | Celkem                | Celkem                              | 14            |                                                  |
| Zdroj: European Parliament |                                                    |         |                       |                                     |               |                                                  |

## Kandidáti
| Keskusta | KOK | KD | PS | SFP/RKP |
| --- | --- | --- | --- | --- |
| 1. Perttu Helin 2. Kati Häkkinen 3. Venla Kajan 4. Elsi Katainen 5. Timo Kaunisto 6. Piia Koriseva 7. Katri Kulmuni 8. Mika Lintilä 9. Valtteri Paakki 10. Petri Roininen 11. Sami Ronkola 12. Joel Taskila 13. Ira Toppinen | 1. Ted Apter 2. Mika Kasonen 3. Ville Kaunisto 4. Susanna Kisner 5. Maria Miala 6. Sirpa Pietikäinen 7. Susanne Päivärinta 8. Aura Salla 9. Jocka Träskbäck 10. Henna Virkkunen | 1. Katriina Hiippavuori 2. Ari Mönttinen 3. Tapio Puolimatka 4. Aki Ruotsala 5. Tommi Terä 6. Ann-Niina Turunen | 1. Sanna Antikainen 2. Vilhelm Junnila 3. Ari Koponen 4. Lauri Laitinen 5. Arto Luukkanen 6. Teija Makkonen 7. Mauri Peltokangas 8. Sebastian Tynkkynen 9. Veikko Vallin 10. Nanna Väätäinen | 1. Eva Biaudet 2. Johanna Borg 3. Anna-Maja Henriksson 4. Wilhelm von Nandelstadh 5. Niclas Sjöskog 6. Julia Ståhle 7. Nicke Wulff |

| SDP                                                                                         | Vihreä                                                                                                  | Vasemmistoliitto                                                                  | SML | VL |
| ------------------------------------------------------------------------------------------- | --- | --------------------------------------------------------------------------------- | --- | --- |
| 1. Tanja Airaksinen 2. Eero Heinäluoma 3. Suna Kymäläinen 4. Emmi Lintonen 5. Ville Merinen | 1. Atte Harjanne 2. Perttu Jussila 3. Tuire Kaimio 4. Ville Niinistö 5. Maria Ohisalo 6. Julia Sangervo | 1. Gashaw Bibani 2. Jessi Jokelainen 3. Jouni Armas Jussinniemi 4. Matleena Käppi | 1. Lauri Hokkanen 2. Antero Kivisaari 3. Tuukka Kuru 4. Tommi Lukkarinen 5. Nina Metsälä 6. Eero Molkoselkä 7. Taika Mourujärvi 8. Milka Ojala 9. Ilmari Ollila 10. Tapio Rantanen 11. Miro Sarola 12. Petja Ursin 13. Aleksi Veikkola | 1. Niko A. Kauko 2. Kimmo Kautio 3. Olli Kotro 4. Vanessa Olsen 5. Sakari Peltola 6. Susanna Strandvik 7. Ossi Tiihonen 8. Pekka Timonen 9. Maija-Sofia Ulmanen 10. Niina Valtanen |

## Výsledky
| Politický subjekt              | Politický subjekt                         | Frakce v EP    | Hlasy     | Hlasy | Mandáty | Mandáty | Mandáty |
| Politický subjekt              | Politický subjekt                         | Frakce v EP    | počet     | %     | počet   | %       | změna   |
| ------------------------------ | ----------------------------------------- | -------------- | --------- | ----- | ------- | ------- | ------- |
|                                | Národní koalice (KOK)                     | EPP            | 453 636   | 24,77 | 4       | 26,66   | ▲ +1    |
|                                | Svaz levice (Vasemmistoliitto)            | GUE/NGL        | 316 859   | 17,32 | 3       | 20,00   | ▲ +2    |
|                                | Finská sociálně demokratická strana (SDP) | S&D            | 272 034   | 14,86 | 2       | 13,33   | ▬       |
|                                | Finský střed (Keskusta)                   | Renew          | 215 165   | 11,76 | 2       | 13,33   | ▬       |
|                                | Zelený svaz (Vihreä)                      | Greens/EFA     | 206 332   | 11,27 | 2       | 13,33   | ▼ -1    |
|                                | Praví Finové (PS)                         | ECR            | 139 160   | 12,43 | 1       | 6,66    | ▼ -1    |
|                                | Švédská lidová strana (SFP/RKP)           | Renew          | 112 245   | 7,60  | 1       | 6,66    | ▬       |
|                                | Finští křesťanští demokraté (KD)          | —              | 75 426    | 4,12  | 0       | 0       | ▬       |
|                                | Vapauden liitto (VP)                      | —              | 16 717    | 0,91  | 0       | 0       | ▬       |
|                                | Liike Nyt                                 | —              | 9 641     | 0,53  | 0       | 0       | ▬       |
|                                | Liberaalipuolue – Vapaus valita           | —              | 7 139     | 0,42  | 0       | 0       | ▬       |
|                                | Suomen Kommunistinen Puolue (SKP)         | —              | 2 815     | 0,15  | 0       | 0       | ▬       |
|                                | Avoin Puolue (AP)                         | —              | 1 273     | 0,07  | 0       | 0       | ▬       |
|                                | Totuuspuolue (TP)                         | —              | 807       | 0,04  | 0       | 0       | ▬       |
| Platné hlasy                   | Platné hlasy                              | Platné hlasy   | 1 829 249 | 99,63 | 0       | 0       | —       |
| Neplatné hlasy                 | Neplatné hlasy                            | Neplatné hlasy | 6 513     | 0,37  | 0       | 0       | —       |
| CELKEM                         | CELKEM                                    | CELKEM         | 1 835 762 | 100   | 15      | 100     | ▲ +1    |
| ZDROJ: European Elections 2024 |                                           |                |           |       |         |         |         |

### Zvolení europoslanci
- Mika Aaltola (KOK)
- Li Andersson (VAS)
- Maria Guzenina (SDP)
- Eero Heinäluoma (SDP)
- Anna-Maja Henriksson (SFP/RKP)
- Elsi Katainen (KESK)
- Katri Kulmuni (KESK)
- Merja Kyllönen (VAS)
- Ville Niinistö (VIHR)
- Maria Ohisalo (VIHR)
- Aura Salla (KOK)
- Jussi Saramo (VAS)
- Pekka Toveri (KOK)
- Sebastian Tynkkynen (PS)
- Henna Virkkunen (KOK)